# Aimé Morot
Aimé Nicolas Morot (Nancy, 16 giugno 1850 – Dinard, 12 agosto 1913) è stato un pittore e scultore francese. 
Fu un artista sostanzialmente accademico, ma con forti vene romantiche e realiste.

## Biografia
Era il secondo figlio, dopo il fratello Hippolyte, di François Morot, tappezziere, e di Elisabeth Catherine Mansuy.
Aimé Morot studiò pittura e scultura all'École Nationale Supérieure des Beaux-Arts di Parigi e fu allievo di Alexandre Cabanel. Vinse il Prix de Rome per la pittura nel 1873 ed espose regolarmente al Salon des Artistes Français dal 1880 al 1912, vincendo una medaglia di 3ª classe nel 1876, una di 2ª 
classe nel 1877 e una di 1ª classe nel 1879. Nel 1880 gli fu conferita una medaglia d'onore per il quadro Il buon Samaritano.
Fu anche pittore militare, presso il Comando generale dell'Esercito e, per i suoi acquarelli che espose in una mostra apposita nel 1888, fu eletto membro della "Società degli acquarellisti francesi". Anche la sua attività di scultore fu prolifica, specie nei busti che realizzava sia in marmo che in bronzo. Né va dimenticata la sua numerosa produzione di ritratti.
Nel 1890 Morot sposò la figlia di Jean-Léon Gérôme, Suzanne Mélanie, da cui ebbe una bambina: Denise.
Nel 1900 vinse il gran premio dell'Expo di Parigi. A questo riconoscimento seguì la nomina a professore nell'École des Beaux-Arts dove aveva compiuto i suoi studi.
Nel 1910 si fece costruire una casa, la Maison, chiamata Ker Arlette, a Dinard, villaggio della costa meridionale della Bretagna, dove visse gli ultimi tre anni della sua esistenza.

## Citazione
Marie Bashkirtseff, artista e scrittrice ucraina che visse a Parigi, annotò nel suo diario del 1880 la sua ammirazione per l'opera di Morot Il buon Samaritano, con queste parole:

## Le principali opere di pittura
- Super Flumina Babylonis, 1873.
- Médée, 1876, Museo Barrois (Bar-le-Duc).
- Victoria, 1878, (Ritratto ad acquarello su carta)
- Les Ambronnes, 1879, Episodio della battaglia di Eaux-Sextienne, Museo di belle arti di Nancy.
- Herodiade, 1880.
- The good Samaritan, 1880, Museo di Belle arti della città di Parigi (Petit Palais).
- Madame Agache, 1880.
- Mademoiselle Agache, 1881.
- Jesus of Nazareth, 1883, Museo di Belle arti di Nancy.
- Dryade, 1884.
- Bravo, Toro, 1884.
- Jeune Juive, senza data.
- Nu de femme au parapluie japonais, senza data.
- Rezonville, 1886, Musée d'Orsay collection, Parigi.
- La battaglia di Reischoffen, 1870, 1889, Museo Nazionale del Castello di Versailles.
- Mademoiselle Madeleine Gérôme, 1890.
- Monsieur Eugénidi, 1895.

- Mademoiselle M. Gérôme, 1895.
- Le Prince d'Arenberg, 1897.
- Monsieur Gérôme, 1897.
- Le Comte de la Rochette, 1898.
- Madame Depret, 1898.
- Monsieur Chevalier, 1899.
- Monsieur Edouard Detaille, 1899, Palazzo di Versailles.
- Le Comte de Fontenay, 1900.
- Le Comte Creuzé de Besser, 1900.
- Monsieur Cronier, 1901.
- Madame Aymé Darblay, 1902.
- Monsieur Jacques Goldschmid, 1903.
- Monsieur Denormandie, 1903.
- Madame Aimé Morot et sa fille, 1904.
- Mademoiselle Desmarais, 1904.
- Monsieur Gustave Eiffel, 1905.
- Ernest Hébert, 1905, Musée d'Orsay.
- Frère et Soeur, 1911.

## Galleria d'immagini

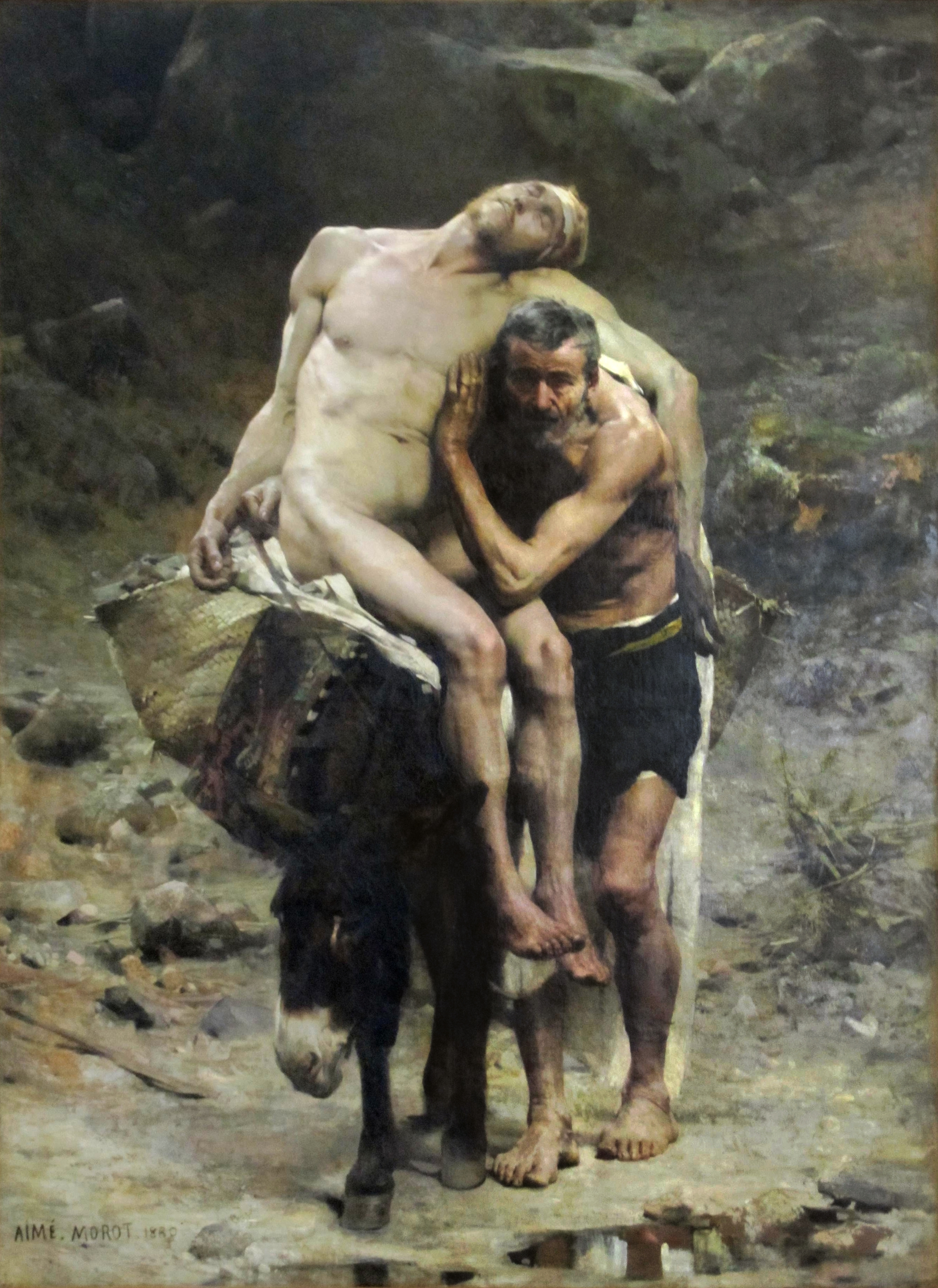
Il buon Samaritano
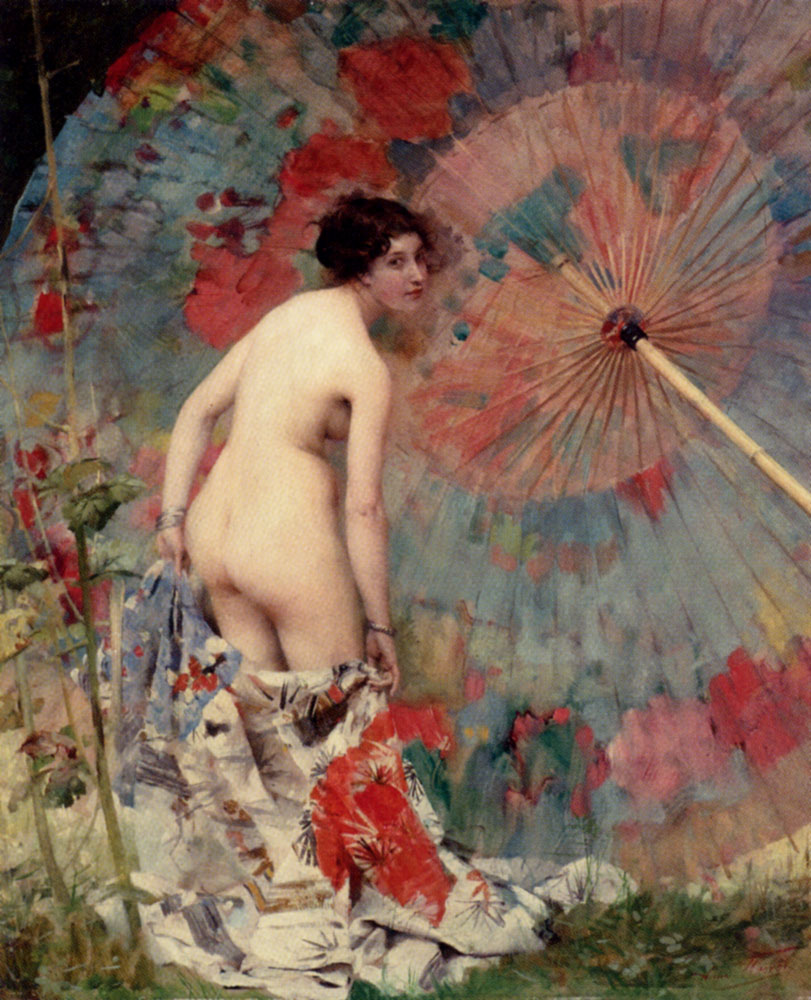
Nudo con ombrello giapponese